# Henk Bremmer
Hendricus Petrus (Henk) Bremmer (Leiden, 17 mei 1871 – Den Haag, 10 januari 1956) was een Nederlandse kunstschilder, maar kreeg vooral bekendheid als kunstcriticus, kunstpedagoog, verzamelaar en handelaar in kunst. Hij was de vader van de kunstschilder Rudolf Bremmer (1900-1993) en de natuurkundige Henk Bremmer (1904-1996).

## Levensloop
Bremmer werd geboren als zoon van Willem Bremmer, logementhouder, en Cornelia Wilhelmina Dumortier. Hij werd opgeleid als schilder en tekenaar, werkte van 1893–1895 als kunstjournalist en begon in 1896 met zijn kunstcursussen. In het seizoen 1906–1907 was Helene Kröller-Müller een van zijn leerlingen. Zij begon al snel met het verzamelen van kunst. Bremmer adviseerde haar bij het samenstellen van haar collectie – de basis van het latere Kröller-Müller Museum – en vergezelde haar ook op aankoopreizen.
Bremmer had contact met veel kunstenaars, van wie sommigen onder zijn invloed werkten. Deze groep staat ook wel bekend als de Bremmerianen.
In 1912 kwam hij in contact met Bart van der Leck. In een lange periode (1912–1945) vervulde hij een patronaat jegens Bart van der Leck. De financiële ondersteuning bestond uit een ruiltransactie: een maandelijkse toelage in ruil voor een deel van het geproduceerde werk. Ook andere kunstenaars zijn incidenteel financieel ondersteund door aankoop of door een toelage.
Zijn opvattingen heeft hij allereerst vastgelegd in het boek Eene inleiding tot het zien van beeldende kunst (kortweg Beeldende kunst) dat in 1906 verscheen. In 1913 werd het tijdschrift Beeldende kunst gestart, waarvan Bremmer in zijn eentje drieëntwintig jaargangen heeft volgeschreven. Bremmer had in de eerste helft van de 20e eeuw zoveel invloed in de Nederlandse kunstwereld dat hij wel de "kunstpaus" werd genoemd. Charley Toorop maakte in 1936 een schilderij van Bremmer en zijn vrouw te midden van hun vrienden. In 1951 ontving hij van de Rijksuniversiteit Groningen een eredoctoraat.
In 1895 trouwde hij met A.M. Beekhuis (1866-1945). Het echtpaar verhuisde in hetzelfde jaar naar Den Haag. Zijn vrouw was actief voor de Vereeniging ter behartiging van de belangen der Vrouw, die onder meer ijverde voor vrouwenkiesrecht. Het echtpaar kreeg vier kinderen.
In het Kröller-Müller Museum was van 14 oktober 2006 tot 25 februari 2007 een tentoonstelling over Bremmer te zien, getiteld De kunstpaus, H.P. Bremmer.